# Manfredo Pinzauti
Manfredo Pinzauti (Firenze, 27 luglio 1964 – Firenze, 21 novembre 2024) è stato un fotografo italiano.

## Biografia
Nato a Firenze nel 1964, è cresciuto nel piccolo borgo minerario di Prata, nel comune di Massa Marittima, in provincia di Grosseto. Si è diplomato nel 1989 allo IED - Istituto Europeo di Design di Milano.
Dopo un periodo come assistente in studi professionali, la collaborazione con grandi teatri di posa e con affermati fotografi di moda, inizia a lavorare come free-lance, specializzandosi in Daily-life, Life-style, ritratti e Corporate e collaborando con gruppi editoriali come RCS, Mondadori, Class e altri. Per oltre 10 anni è stato nello staff dell'agenzia fotografica Grazia Neri.
Ha lavorato per i gruppi editoriali, nazionali ed esteri, firmando reportage, ritratti, foto per house organ, uffici stampa e campagne pubblicitarie per Ferrero, Illycaffè, Virgin Fitness, Ferrovie dello Stato, Azimut Yachts, Mediobanca, solo per citare alcuni dei suoi committenti.
Manfredo Pinzauti si è spento a Firenze, il 21 novembre 2024, dopo una breve malattia.

## Collaborazioni
- Rizzoli Periodici
- Mondadori Periodici
- Editoriale Domus
- Quadratum Editrice
- Class Editori
- Condé Nast

### Magazine e stampa italiana
- Oggi
- Il Mondo
- Visto
- Novella 2000
- Panorama
- Panorama Economy
- TuStyle
- Grazia
- Chi
- TV Sorrisi e Canzoni
- Meridiani
- Capital
- Luna
- Lo Specchio
- Vogue Gioiello
- Vogue Pelle
- Vogue Accessori
- Vanity Fair

### Magazine e stampa estera
- Bilal
- Nave Japan
- Casa Brutus Japan
- Newsweek
- How To Spend It
- Der Spiegel
- The New York Times
- El Mundo (Magazine)
- El Pais (Magazine)
- Le Point
- Show Boat
- Boat International

## Pubblicazioni
- Manfredo Pinzauti e AVIS di Milano, Niguarda, la città della salute, 2006.[7]
- Manfredo Pinzauti, I colori del jazz/Grey Cat 30°, Follonica, 2010.
- Autori vari, Nel verso della foto, 2021.

## Mostre fotografiche
- Milano, Casa del Pane, Festival del Cinema africano L’Africa nel pallone, marzo 2010 (collettiva)
- Follonica, Casello Idraulico, Grey Cat, Jazz Festival Forme Jazz, agosto 2009 (collettiva - curatore a autore)
- Follonica, Pinacoteca Amedeo Modigliani, Niguarda la città della salute, settembre 2008 (personale)
- Follonica, Casello Idraulico, Grey Cat, Bianco e nero: I colori del Jazz, agosto 2008 (collettiva – curatore e autore)
- Milano, Palazzo Marino, Settimana della Salure, Niguarda la città della salute, dal 3 al 10 giugno 2007 (personale)
- Follonica, Casello Idraulico, Grey Cat, Fotografando il Jazz, agosto 2007, (collettiva – curatore e autore)
- Pisa, foyer Teatro Verdi, Festival del Viaggio, C’era una volta l’Iraq, novembre-dicembre 2006 (personale)
- Follonica, Casello Idraulico, Grey Cat, Jazz Festival Bianco e nero, agosto 2006 (collettiva – curatore e autore)
- Milano, Stazione di Milano Centrale, Un bacio due baci…, ottobre-novembre 2003 (collettiva);
- Milano, Urban Center, La provincia e il suo territorio, novembre 2003 (collettiva)
- Roma, Stazione di Roma Termini, Un bacio due baci…, nov/dic 2003 (collettiva);
- Milano, Galleria Il Diaframma, Kodak Cultura, Diario di Bordo, 9 gennaio/3 febbraio (personale)
- Grosseto, redazione del quotidiano online MaremmaOggi, mostra Il Cristo, Lo Sbirro, La Trappola...e altre storie di Maremma[8], dedicata ai paesaggi della Maremma, settembre 2022 (personale).